# Parafia bł. Bronisławy w Balicach
Parafia bł. Bronisławy w Balicach − parafia rzymskokatolicka znajdująca się w archidiecezji lwowskiej w dekanacie Mościska.
Parafia nie posiada własnego proboszcza i jest administrowana dojazdowo przez proboszcza z parafii Szeginie.